# Рогачин
Рогачин (укр. Рогачин) — село в Нараевской сельской общине Тернопольского района Тернопольской области Украины.
До 2020 года входило в Бережанский район.
Код КОАТУУ — 6120487301. Население по переписи 2001 года составляло 886 человек.

## Географическое положение
Село Рогачин находится на берегах реки Нараевка,
выше по течению на расстоянии в 1,5 км расположено село Нараев,
ниже по течению на расстоянии в 1 км расположено село Волица.
К селу примыкает лесной массив.
Рядом проходит автомобильная дорога М-12 (E 50).

## История
- 1578 год — дата основания.

## Экономика
- Стекольный завод.

## Объекты социальной сферы
- Школа I—IIІ ст.
- Школа I ст.
- Детский сад.
- Клуб.
- Фельдшерско-акушерский пункт.

## Достопримечательности
- Братская могила советских воинов.